# Nhà hát Opera Sydney

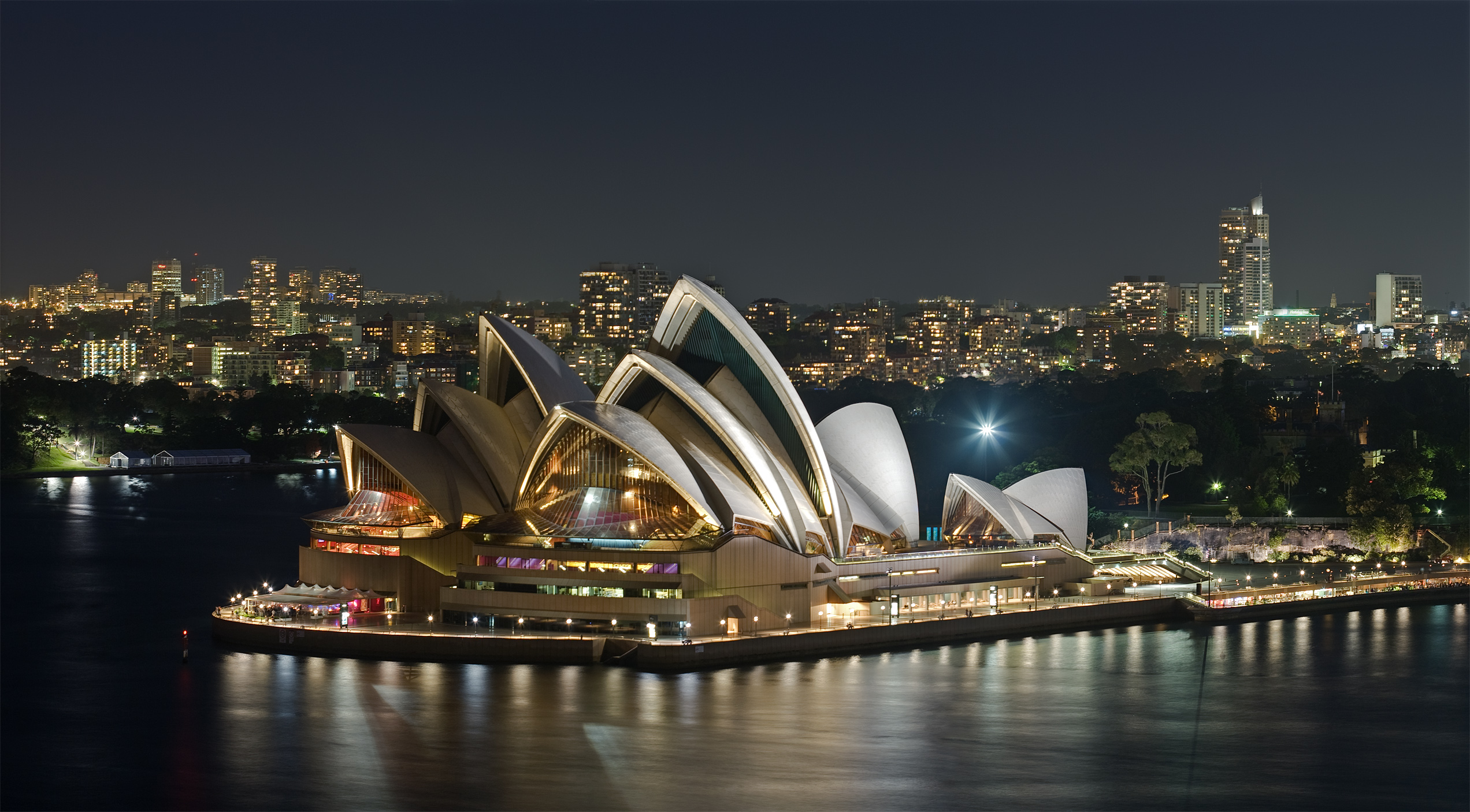
Nhà hát opera Sydney về đêm

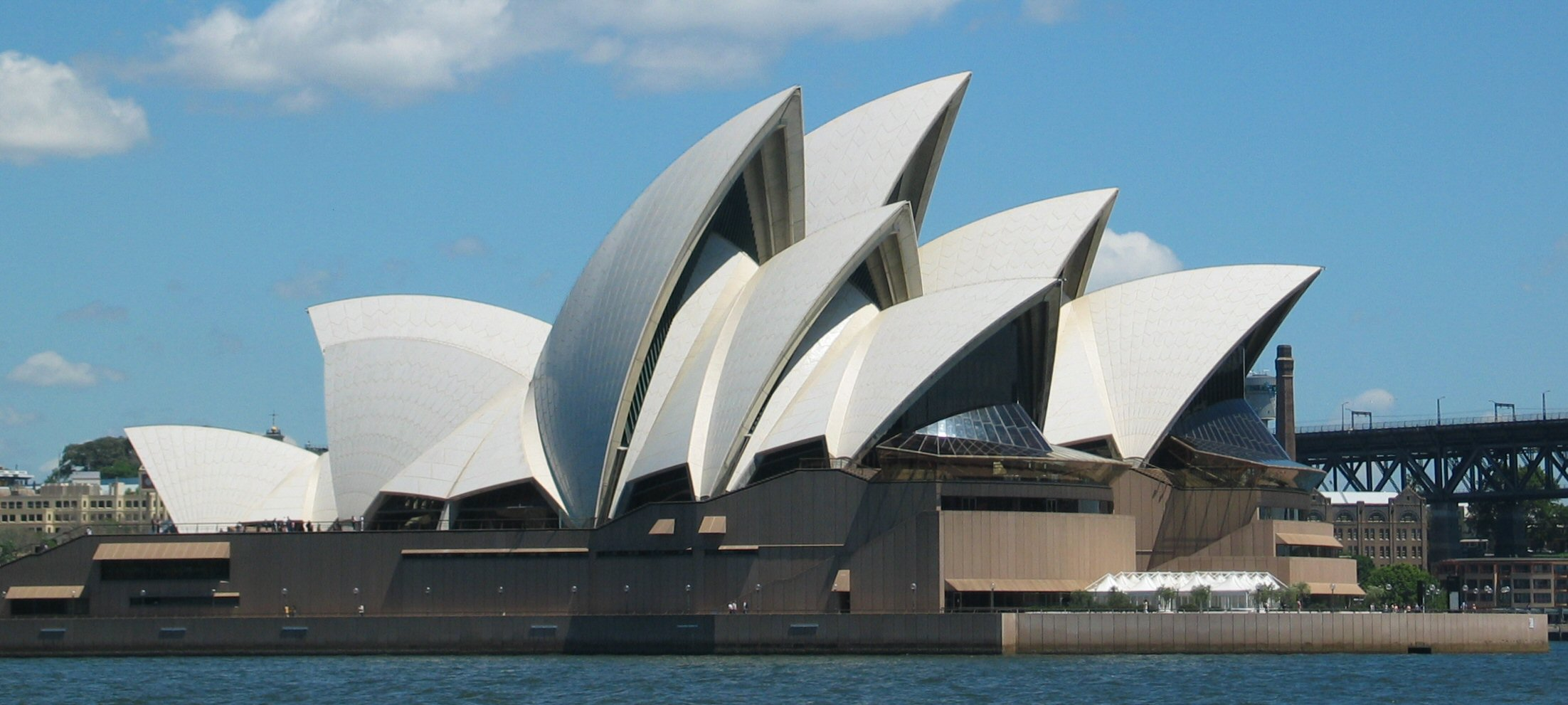
Sydney Opera House

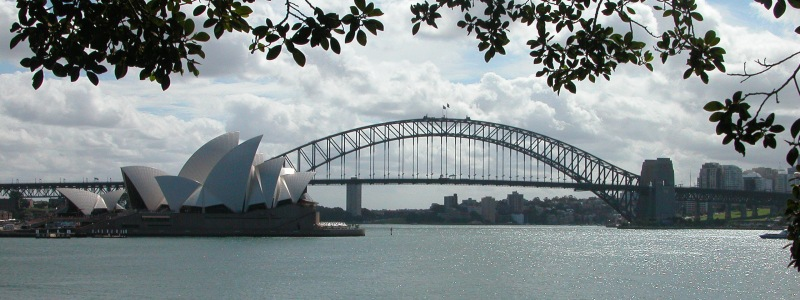
Nhà hát opera Sydney và cầu Sydney Harbour

Nhà hát Opera Sydney, được người Việt gọi là Nhà hát Con Sò) là một công trình nhà hát tại thành phố Sydney, Úc. Nhà hát có kiến trúc độc đáo hình con sò hay những cánh buồm no gió ra khơi. Đây là công trình kiến trúc độc đáo của Sydney nói riêng và nước Úc nói chung, thu hút nhiều du khách đến thăm.
Đây là một trong những công trình kiến trúc tiêu biểu nhất thế kỷ 20 và là một trong các địa điểm biểu diễn nghệ thuật nổi tiếng nhất thế giới. Tọa lạc tại Bennelong Point ở bến cảng Sydney, gần với cây cầu Sydney Harbour cũng nổi tiếng, tòa nhà và khu xung quanh tạo nên một hình ảnh nước Úc đặc trưng. Đây là nhà hát ballet, kịch và sản xuất ca nhạc. Nhà hát này cũng là trụ sở của Sydney Theatre Company và Sydney Symphony Orchestra. Nhà hát được Quỹ Opera House Trust quản lý (Quỹ này thuộc Sở Nghệ thuật New South Wales).

## Đặc điểm
Nhà hát Opera Sydney (hay còn gọi là Sydney Opera House) tọa lạc trên diện tích 1,8 ha đất. Nhà hát có kích thước 183 m dài x 120 m rộng (tính ở điểm rộng nhất). Kết cấu có 580 cột bê tông đóng sâu 25 m dưới mực nước biển. Nguồn điện cung cấp cho Nhà hát tương đương công suất cho một thị trấn 25.000 dân. Hệ thống cấp điện có tổng chiều dài dây cáp 645 km.
Mái của nhà hát được lợp bằng 1.056 triệu viên ngói sản xuất tại Thụy Điển. Tuy nhiên, nhìn từ xa, mái ngói chỉ toàn màu trắng. Mái ngói có đặc điểm tự làm sạch bề mặt. Dù có khả năng tự làm sạch nhưng nó vẫn cần phải bảo dưỡng và thay thế định kỳ. Mái được thiết kế để gió biển có thể luồn vào bên trong.

## Các khu biểu diễn
Nhà hát Opera Sydney có 5 khu nhà hát, 5 studio tập diễn, 2 sảnh chính, 4 nhà hàng, 6 quán bar và một số cửa hàng lưu niệm. Nội thất tòa nhà bao gồm đá granite hồng khai thác ở Tarana, New South Wales, gỗ và gỗ dán được cấp từ New South Wales. Các nhà hát có hình một loạt các con sò được biểu trưng bằng cách cắt ra thành các bán cầu. Sảnh hòa nhạc và nhà hát nhạc kịch được đặt ở 2 nhóm vỏ sò lớn nhất, các nhà hát khác nằm ở các nhóm vỏ sò khác. Một vài nhóm vỏ sò nhỏ hơn được dùng để đặt nhà hàng. 5 nhà hát tạo nên nơi biểu diễn:
- Sảnh hòa nhạc có 2679 chỗ, là nơi có cây đàn đàn organ dạng cơ khí lớn nhất thế giới với hơn 10.000 ống sáo.
- Nhà hát opera với 1507 chỗ là nơi biểu diễn chính của Opera Australia. Đây cũng được Công ty Ballet Australia sử dụng.
- Nhà hát kịch có 544 chỗ.
- Rạp hát (playhouse) có 398 chỗ
- Nhà hát studio có 364 chỗ.

|  |  |
|  |  |
|  |  |

## Lịch sử
Việc quy hoạch nhà hát Opera Sydney bắt đầu cuối thập niên 40 của thế kỷ 20 khi Eugene Goossens, giám đốc của Nhạc viện bang New South Wales vận động hành lang cho một địa điểm xây nhà hát lớn. Tại thời điểm đó, địa điểm cho các chương trình kịch được tổ chức ở Tòa Thị chính Sydney, nhưng địa điểm này không đủ rộng. Đến năm 1954, Goossens đã thành công trong việc nhận được ủng hộ của Thống đốc bang New South Wales, Joseph Cahill - người đã kêu gọi thiết kế nhà hát opera tinh tế. Goossens chính là người đã kiên quyết lựa chọn Bennelong Point làm địa điểm xây nhà hát. Cahill muốn địa điểm này gần Nhà ga xe lửa Wynyard ở tây bắc Sydney CBDhw.
Cuộc thi thiết kế do Cahill tổ chức nhận được 233 đề án. Thiết kế cơ sở được chấp thuận năm 1955 và được trình lên bởi Jorn Utzon, một kiến trúc sư người Đan Mạch. Utzon đã đến Sydney vào năm 1957 để giúp giám sát công trình. Khu The Fort Macquarie Tram Depot tọa lạc tại vị trí được chọn xây nhà hát đã được đập bỏ năm 1958 và lễ khởi công xây dựng nhà hát bắt đầu vào tháng 3 năm 1959. Dự án được chia làm 3 giai đoạn. Giai đoạn I (1959–1963) bao gồm việc xây dựng dãy ghế vòng bên trên. Giai đoạn II (1963–1967) xây dựng các vỏ sò bên ngoài. Giai đoạn III xây dựng và thiết kế nội thất (1967–1973).

## Nhà hát Opera Sydney phiên bản Trung Quốc
Dù nhà hát Opera Sydney có được công nhận là di sản hay không thì cũng không ngăn được Trung Quốc mượn chút ý tưởng để xây dựng nên một công trình tương tự.
Thị trấn Phụ Tân, tỉnh Liêu Ninh, Trung Quốc cũng có một bản sao của nhà hát Opera Sydney nổi tiếng của Úc. So với bản gốc thì "người anh em" này của nhà hát Opera Sydney trông giống như một tượng đài hơn.